# Nomenclature des alcanes
Les alcanes sont des hydrocarbures saturés de formule brute {\displaystyle {\rm {C_{n}H_{\text{2n+2}}}}} (sauf pour les cycloalcanes) et R - H, avec R {\displaystyle >={\rm {CH_{3}}}}.
Leur nom est de la forme Préfixe grec + Suffixe -ane.
Exemples :
- méthane ({\displaystyle n=1}) : {\displaystyle {\rm {CH_{4}}}}
- éthane ({\displaystyle n=2}) : {\displaystyle {\rm {C_{2}H_{6}}}}
- propane ({\displaystyle n=3}) : {\displaystyle {\rm {C_{3}H_{8}}}}
- butane ({\displaystyle n=4}) : {\displaystyle {\rm {C_{4}H_{10}}}}
- pentane ({\displaystyle n=5}) : {\displaystyle {\rm {C_{5}H_{12}}}}
- hexane ({\displaystyle n=6}) : {\displaystyle {\rm {C_{6}H_{14}}}}.

Voici un tableau récapitulatif des cent premiers noms de la nomenclature des alcanes linéaires (appelés n-alcanes pour les différencier d’isomères ramifiés possibles).
| Nombre d’atomes de carbone | Formule brute | Nom                 |
| -------------------------- | ------------- | ------------------- |
| 1                          | CH4           | méthane             |
| 2                          | C2H6          | éthane              |
| 3                          | C3H8          | propane             |
| 4                          | C4H10         | n-butane            |
| 5                          | C5H12         | n-pentane           |
| 6                          | C6H14         | n-hexane            |
| 7                          | C7H16         | n-heptane           |
| 8                          | C8H18         | n-octane            |
| 9                          | C9H20         | n-nonane            |
| 10                         | C10H22        | n-décane            |
| 11                         | C11H24        | n-undécane          |
| 12                         | C12H26        | n-dodécane          |
| 13                         | C13H28        | n-tridécane         |
| 14                         | C14H30        | n-tétradécane       |
| 15                         | C15H32        | n-pentadécane       |
| 16                         | C16H34        | n-hexadécane        |
| 17                         | C17H36        | n-heptadécane       |
| 18                         | C18H38        | n-octadécane        |
| 19                         | C19H40        | n-nonadécane        |
| 20                         | C20H42        | n-eicosane          |
| 21                         | C21H44        | n-heneicosane       |
| 22                         | C22H46        | n-docosane          |
| 23                         | C23H48        | n-tricosane         |
| 24                         | C24H50        | n-tétracosane       |
| 25                         | C25H52        | n-pentacosane       |
| 26                         | C26H54        | n-hexacosane        |
| 27                         | C27H56        | n-heptacosane       |
| 28                         | C28H58        | n-octacosane        |
| 29                         | C29H60        | n-nonacosane        |
| 30                         | C30H62        | n-triacontane       |
| 31                         | C31H64        | n-hentriacontane    |
| 32                         | C32H66        | n-dotriacontane     |
| 33                         | C33H68        | n-tritriacontane    |
| 34                         | C34H70        | n-tétratriacontane  |
| 35                         | C35H72        | n-pentatriacontane  |
| 36                         | C36H74        | n-hexatriacontane   |
| 37                         | C37H76        | n-heptatriacontane  |
| 38                         | C38H78        | n-octatriacontane   |
| 39                         | C39H80        | n-nonatriacontane   |
| 40                         | C40H82        | n-tétracontane      |
| 41                         | C41H84        | n-hentétracontane   |
| 42                         | C42H86        | n-dotétracontane    |
| 43                         | C43H88        | n-tritétracontane   |
| 44                         | C44H90        | n-tétratétracontane |
| 45                         | C45H92        | n-pentatétracontane |
| 46                         | C46H94        | n-hexatétracontane  |
| 47                         | C47H96        | n-heptatétracontane |
| 48                         | C48H98        | n-octatétracontane  |
| 49                         | C49H100       | n-nonatétracontane  |
| 50                         | C50H102       | n-pentacontane      |
| 51                         | C51H104       | n-henpentacontane   |
| 52                         | C52H106       | n-dopentacontane    |
| 53                         | C53H108       | n-tripentacontane   |
| 54                         | C54H110       | n-tétrapentacontane |
| 55                         | C55H112       | n-pentapentacontane |
| 56                         | C56H114       | n-hexapentacontane  |
| 57                         | C57H116       | n-heptapentacontane |
| 58                         | C58H118       | n-octapentacontane  |
| 59                         | C59H120       | n-nonapentacontane  |
| 60                         | C60H122       | n-hexacontane       |
| 61                         | C61H124       | n-henhexacontane    |
| 62                         | C62H126       | n-dohexacontane     |
| 63                         | C63H128       | n-trihexacontane    |
| 64                         | C64H130       | n-tétrahexacontane  |
| 65                         | C65H132       | n-pentahexacontane  |
| 66                         | C66H134       | n-hexahexacontane   |
| 67                         | C67H136       | n-heptahexacontane  |
| 68                         | C68H138       | n-octahexacontane   |
| 69                         | C69H140       | n-nonahexacontane   |
| 70                         | C70H142       | n-heptacontane      |
| 71                         | C71H144       | n-henheptacontane   |
| 72                         | C72H146       | n-doheptacontane    |
| 73                         | C73H148       | n-triheptacontane   |
| 74                         | C74H150       | n-tétraheptacontane |
| 75                         | C75H152       | n-pentaheptacontane |
| 76                         | C76H154       | n-hexaheptacontane  |
| 77                         | C77H156       | n-heptaheptacontane |
| 78                         | C78H158       | n-octaheptacontane  |
| 79                         | C79H160       | n-nonaheptacontane  |
| 80                         | C80H162       | n-octacontane       |
| 81                         | C81H164       | n-henoctacontane    |
| 82                         | C82H166       | n-dooctacontane     |
| 83                         | C83H168       | n-trioctacontane    |
| 84                         | C84H170       | n-tétraoctacontane  |
| 85                         | C85H172       | n-pentaoctacontane  |
| 86                         | C86H174       | n-hexaoctacontane   |
| 87                         | C87H176       | n-heptaoctacontane  |
| 88                         | C88H178       | n-octaoctacontane   |
| 89                         | C89H180       | n-nonaoctacontane   |
| 90                         | C90H182       | n-nonacontane       |
| 91                         | C91H184       | n-hennonacontane    |
| 92                         | C92H186       | n-dononacontane     |
| 93                         | C93H188       | n-trinonacontane    |
| 94                         | C94H190       | n-tétranonacontane  |
| 95                         | C95H192       | n-pentanonacontane  |
| 96                         | C96H194       | n-hexanonacontane   |
| 97                         | C97H196       | n-heptanonacontane  |
| 98                         | C98H198       | n-octanonacontane   |
| 99                         | C99H200       | n-nonanonacontane   |
| 100                        | C100H202      | n-hectane           |
| 1000                       |               |                     |

Ils peuvent être substitués : par exemple, les halogénures d’alkyle sont des alcanes où un ou plusieurs atomes d’hydrogène ont été remplacés par un atome de la famille des halogènes, avant dernière colonne du tableau périodique des éléments (fluor : F, chlore : Cl, brome : Br, iode : I, etc.).
{\displaystyle {\rm {CH_{3}-CHCl-CH_{2}-CH_{3}}}} : 2-chlorobutane.
Le chiffre 2 indique la position du carbone sur lequel se trouve le seul atome de chlore.
{\displaystyle {\rm {H_{3}C-CHCl-CHCl-CH_{2}-CH_{3}}}} : 2,3-dichloropentane.
Les chiffres 2 et 3 indiquent qu’un atome de chlore se trouve sur le 2e carbone de la chaîne et qu’un autre se trouve sur le 3e.
{\displaystyle {\rm {H_{3}C-CCl_{2}-CH_{2}-CH_{2}-CH_{3}}}} : 2,2-dichloropentane.
Le chiffre 2 indique la position du carbone sur lequel se trouvent les deux atomes de chlore.